# Філе риби

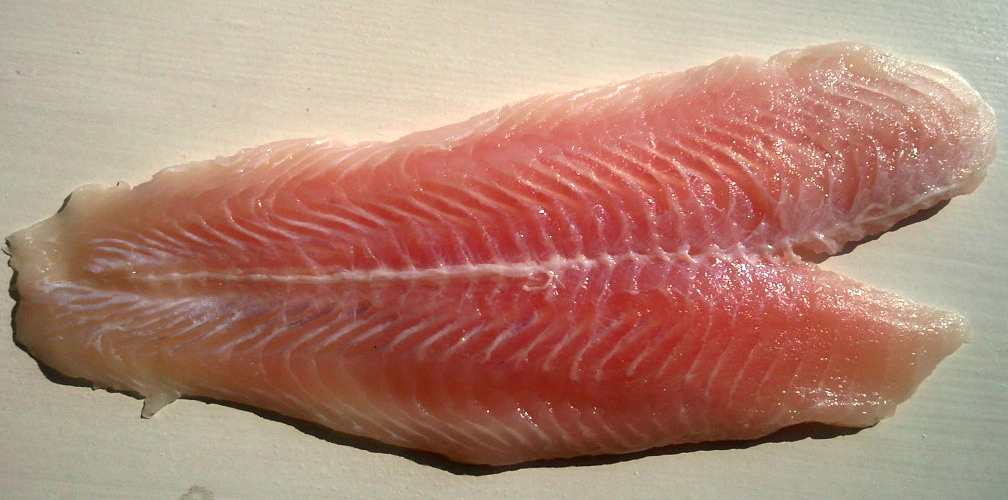
Філе Pangasianodon hypophthalmus

Філе риби (від фр. filet (вимовляється: [filɛ]), що означає нитка або смужка) — це плоть риби, яку вирізали або відрізали від кістки вздовж одного боку риби паралельно хребту. Перед філеруванням рибу очищають від луски. Вміст шлунка риби також вичищають. Оскільки риб’яче філе не містить великих кісток, що проходять уздовж хребців, його інколи називають просто «без кісток». Однак деякі види, такі як короп звичайний, мають малі внутрішньом'язові кістки, які називаються шпильками всередині філе. З одного боку може бути залишена шкіра на філе, проте часто її зрізають. «Філе метеликів» можна отримати, розрізавши філе з кожного боку таким чином, щоб вони трималися разом за м'якоть і шкіру спини.
Філе риби можна порівняти з риб'ячими стейками (також відомими як риб'ячі котлети), які ріжуть перпендикулярно хребту риби і у них присутні великі кістки.

## Філерування

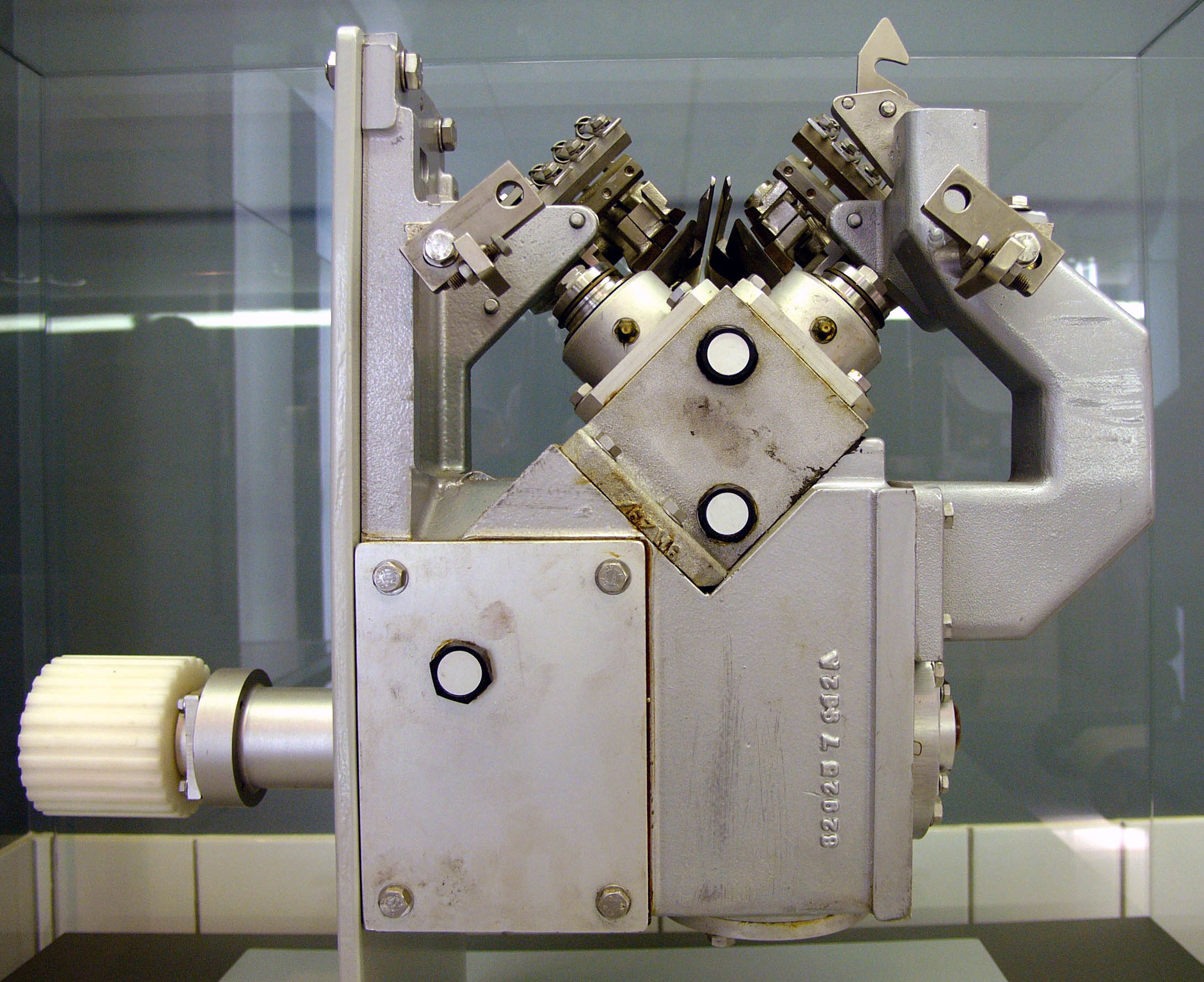
Пристрій для автоматичного відділення філе від риби

Філе риби містить м'якоть риби, тобто скелетні м'язи та жир без кісток та нутрощів. Філе зазвичай отримують нарізанням риби паралельно хребту, а не перпендикулярно хребту, як це відбувається у випадку нарізання стейків. Кістки, що залишилися з прикріпленою м'якоттю, називають «рамкою», і її часто використовують для приготування риб’ячої основи. На відміну від цільної риби або риб’ячих стейків, філе не містить риб’ячого хребта; після філерування з однієї риби виходить менше м'якоті, але її легше їсти.
Спеціальне вирізане філе береться з твердих великих блоків; до них належить фігура «природного» вирізу, клин, ромб або форма хвоста.
Спеціальне вирізане філе береться з твердих великих блоків; до них належить філе «природного» вирізу, клин, ромб або форма хвоста. Філе може бути без шкіри або мати шкіру; кістки можуть бути видалені або не видалені. Флетом називають велике філе без кісток палтуса, риби-меч або тунця.
Вирізати риб’яче філе можна кількома способами:
- Котлета: отримують шляхом надрізання ззаду голови риби, навколо черева і звуженням до хвоста. Потім рибу перевертають і повторюють процес з іншого боку, отримуючи подвійне філе
- Одинарне: складніше, ніж котлета, дає два окремі філе, по одному з кожного боку риби.
- Розріз «J» виготовляється так само, як і одинарне філе, але кістки з філе видаляються вирізом у форми літери «J»

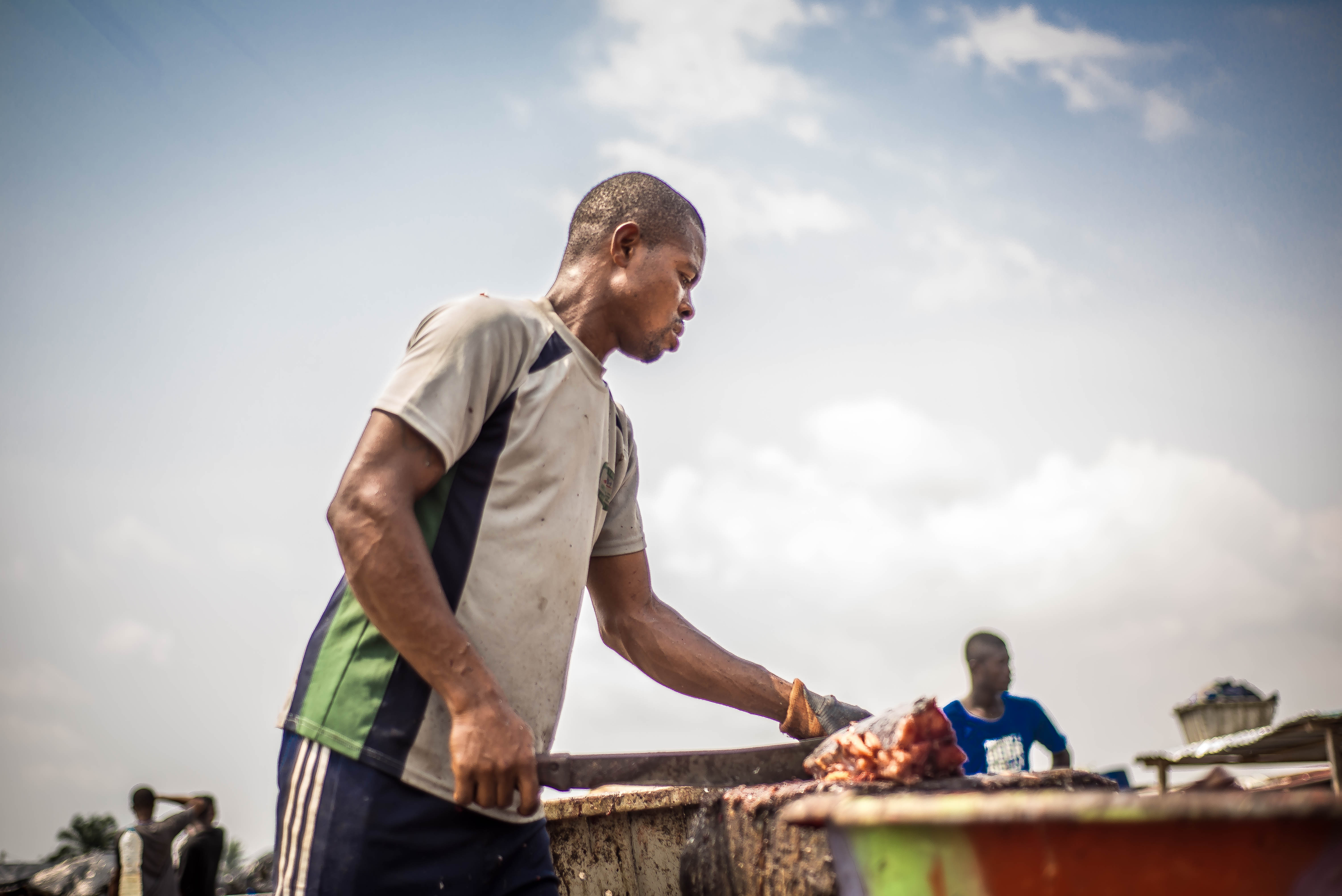
Філерування риби у Кот-д'Івуарі
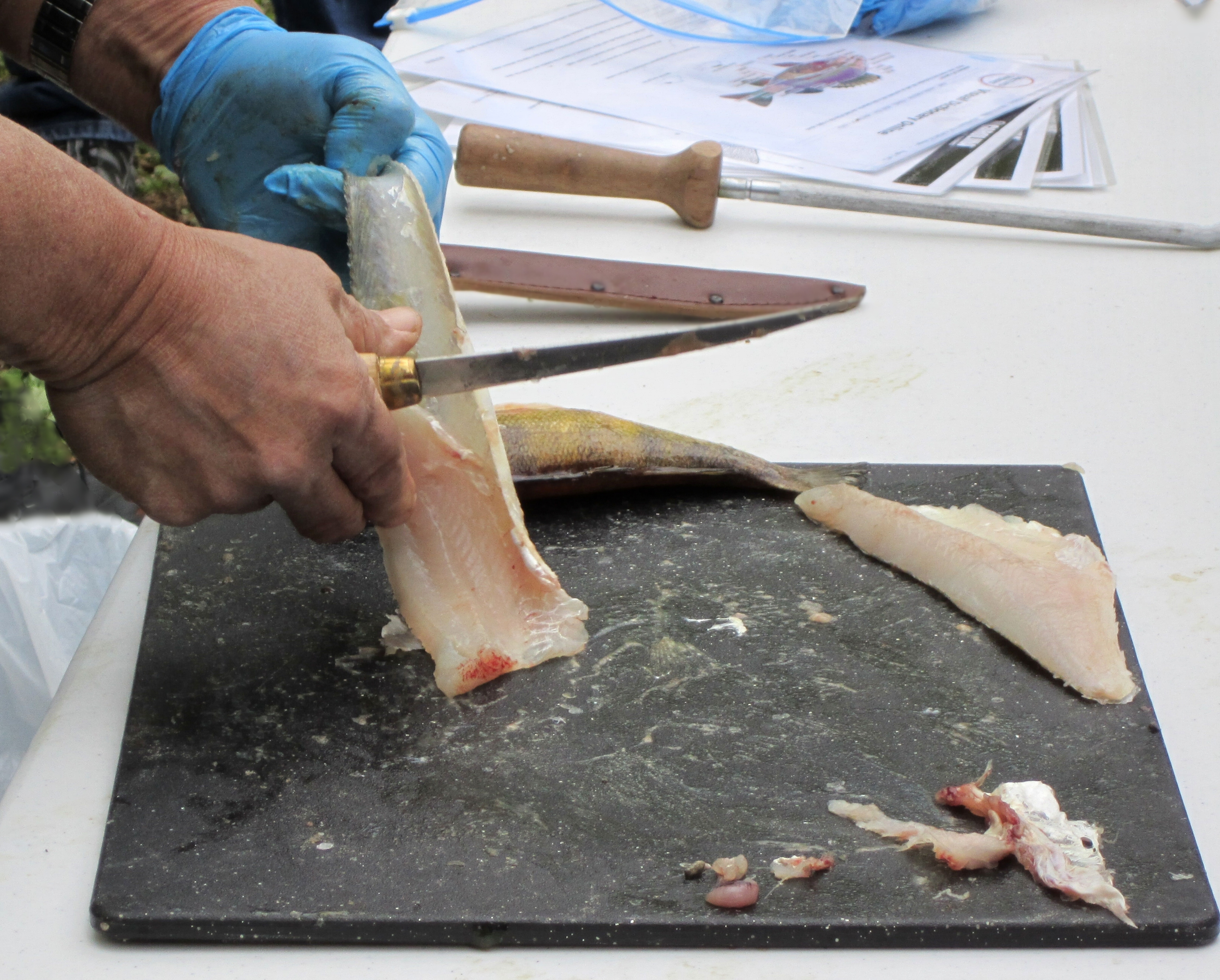
Філерування риби, демонстрація
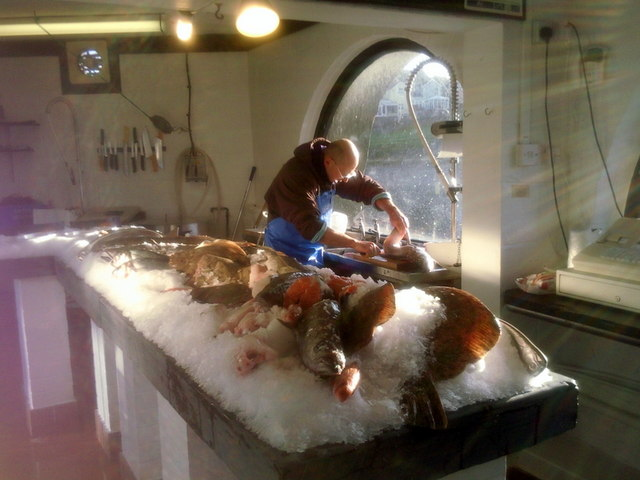
Торговець риб’ячим філе сайди
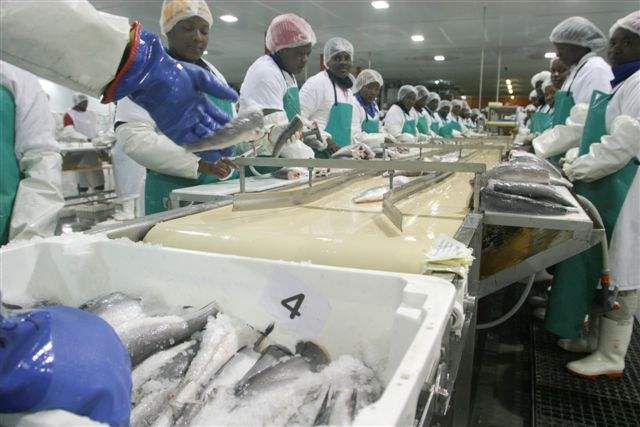
Філерування хека на виробничій лінії
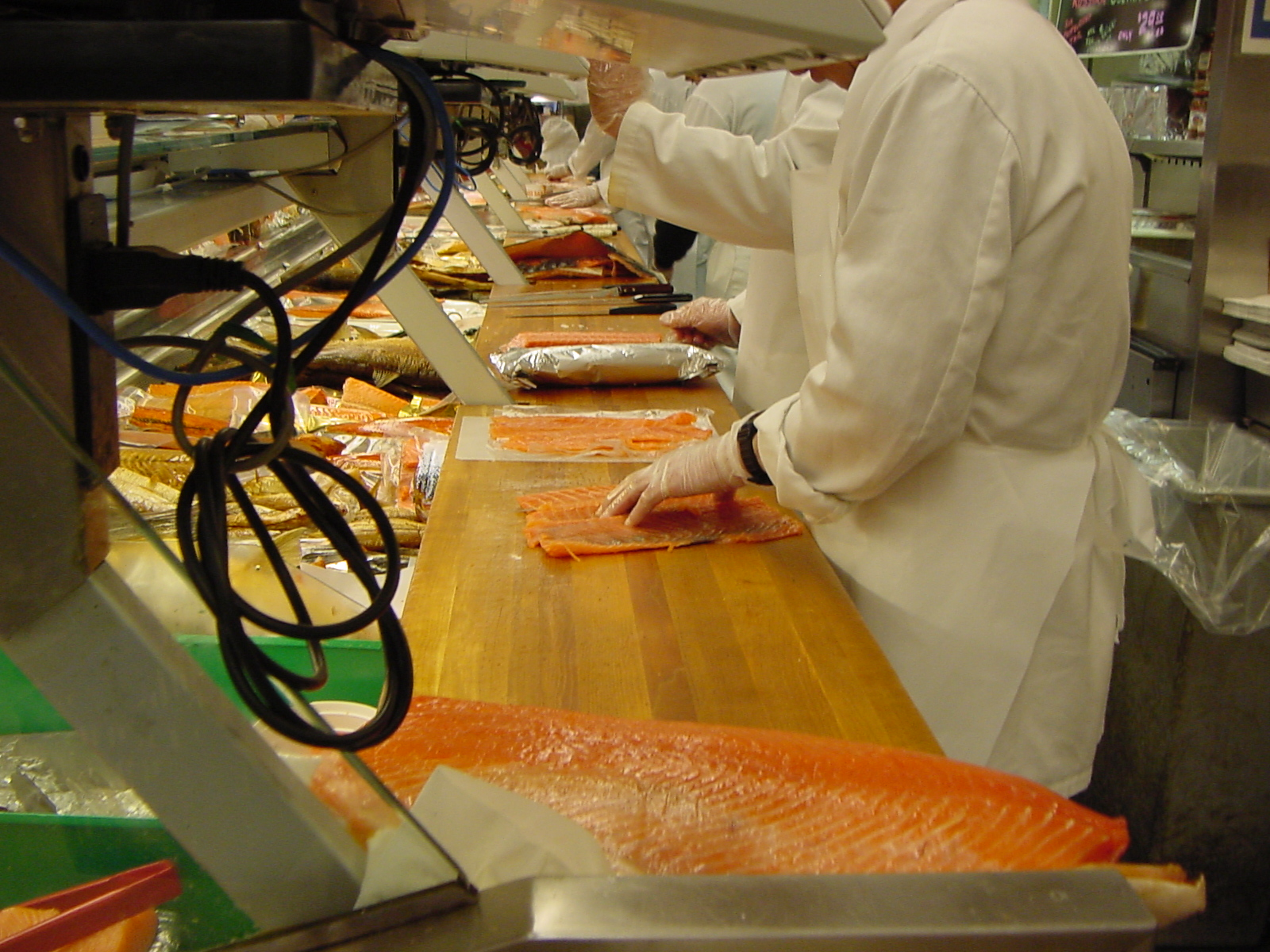
Ще одна філерувальна виробнича лінія
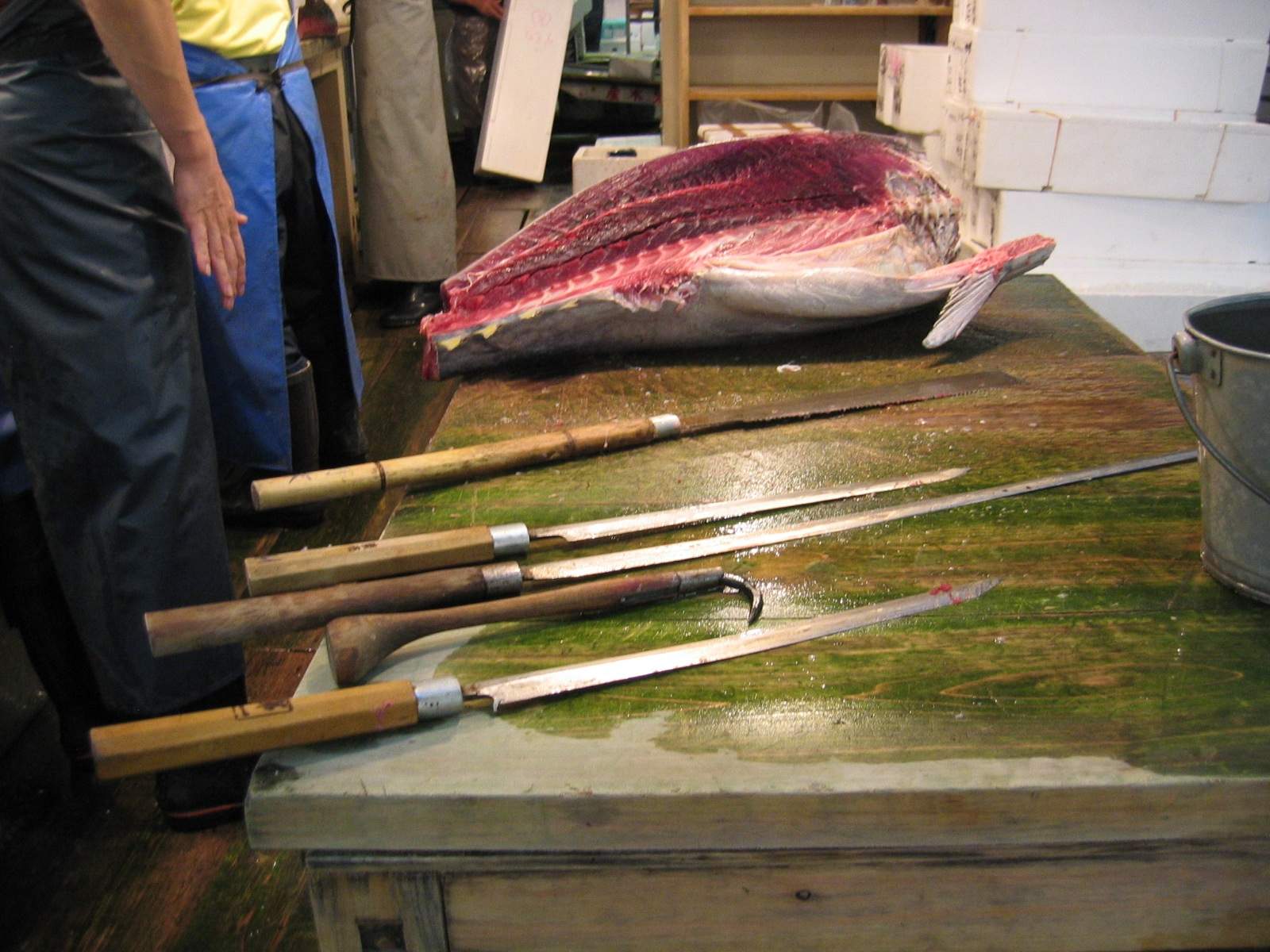
Ножі, які використовували для філерування тунця на риб’ячому ринку Цукідзі[en]

## Маркетинг

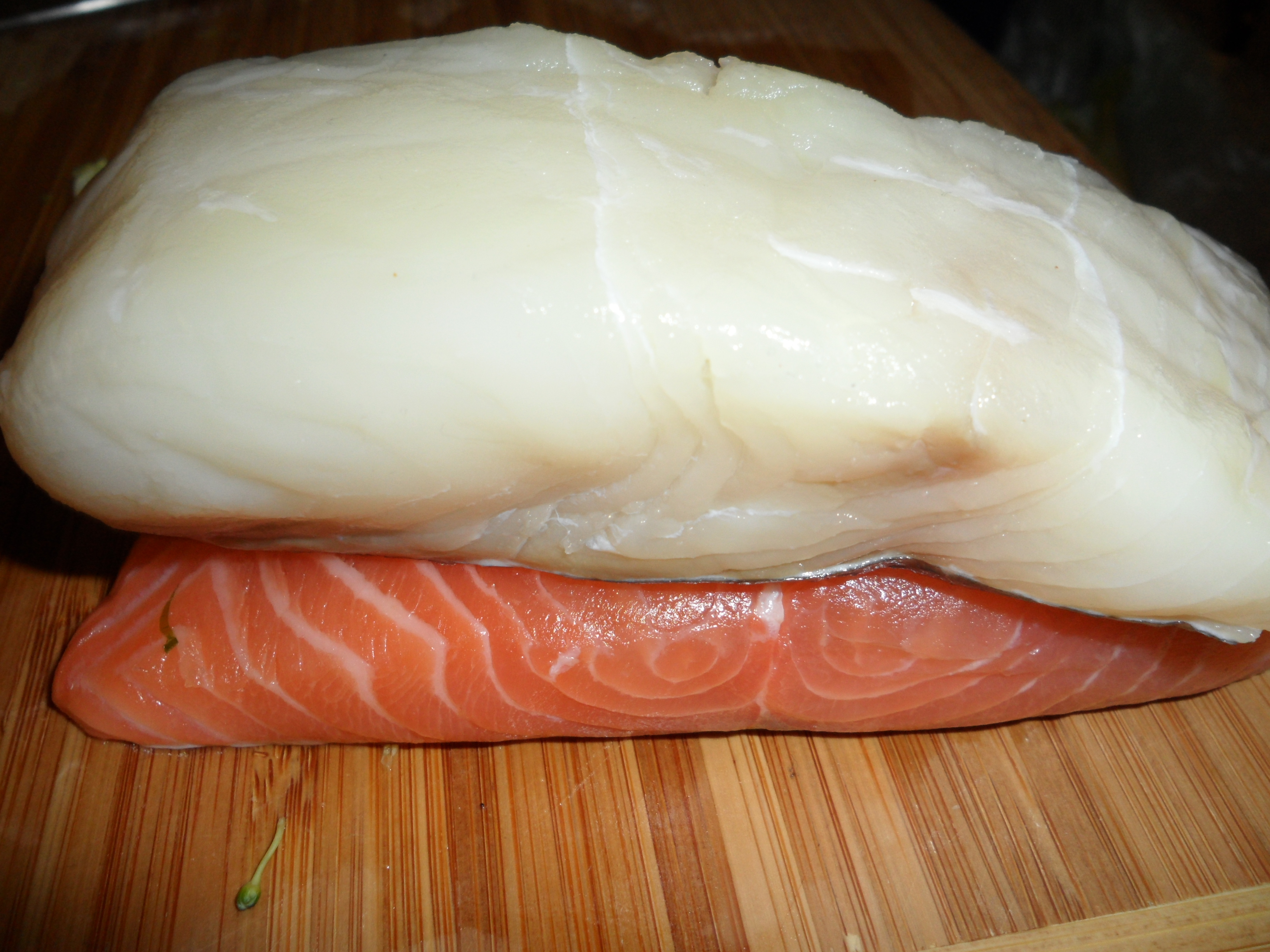
Філе палтуса (біла риба[en]) поверх філе лосося (пелагічна риба)
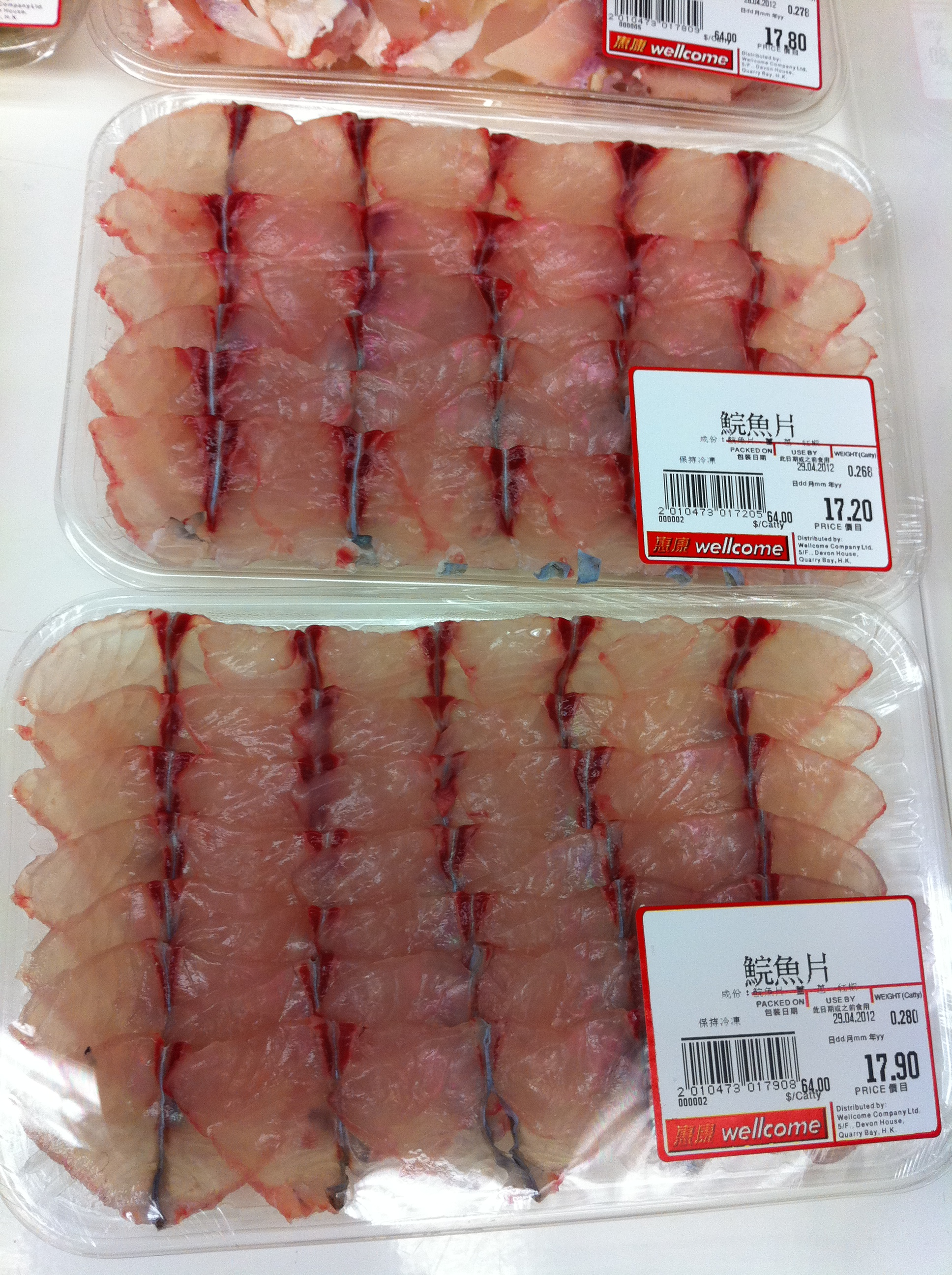
Фасоване та заморожене філе амура білого
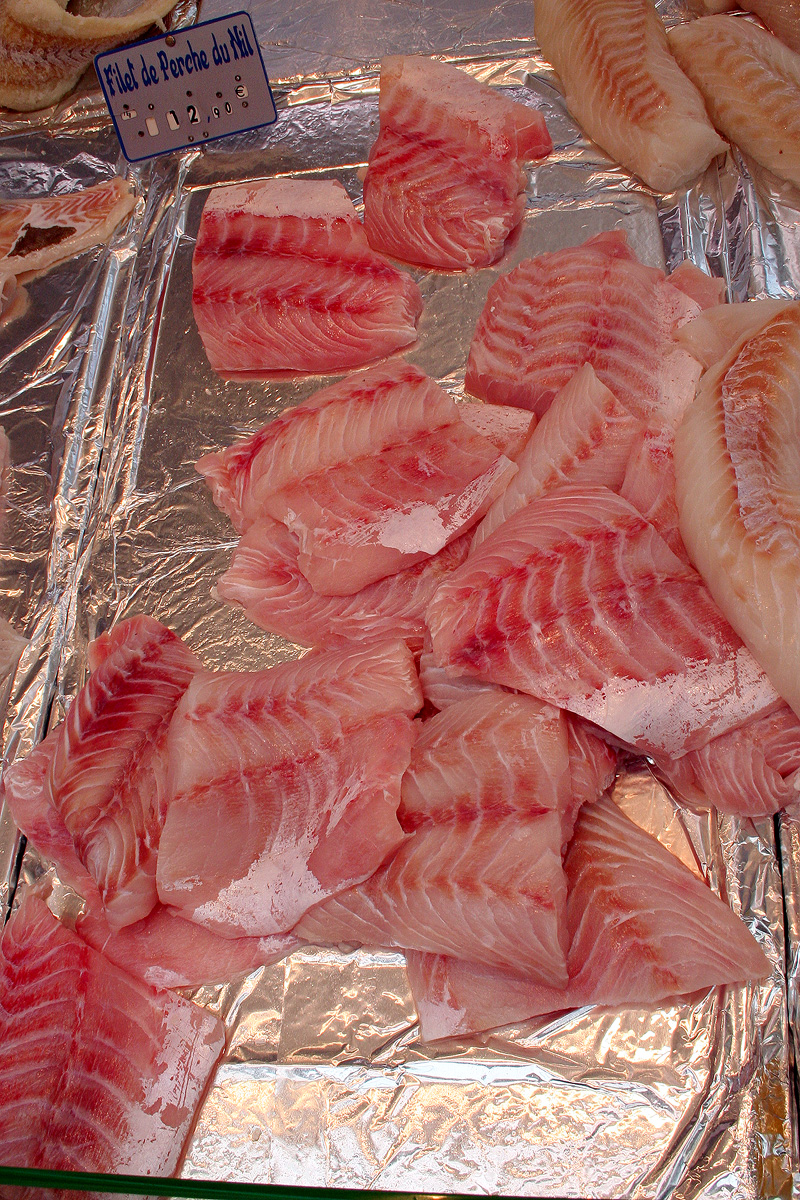
Філе окуня нільського на риб’ячому ринку

## Харчування

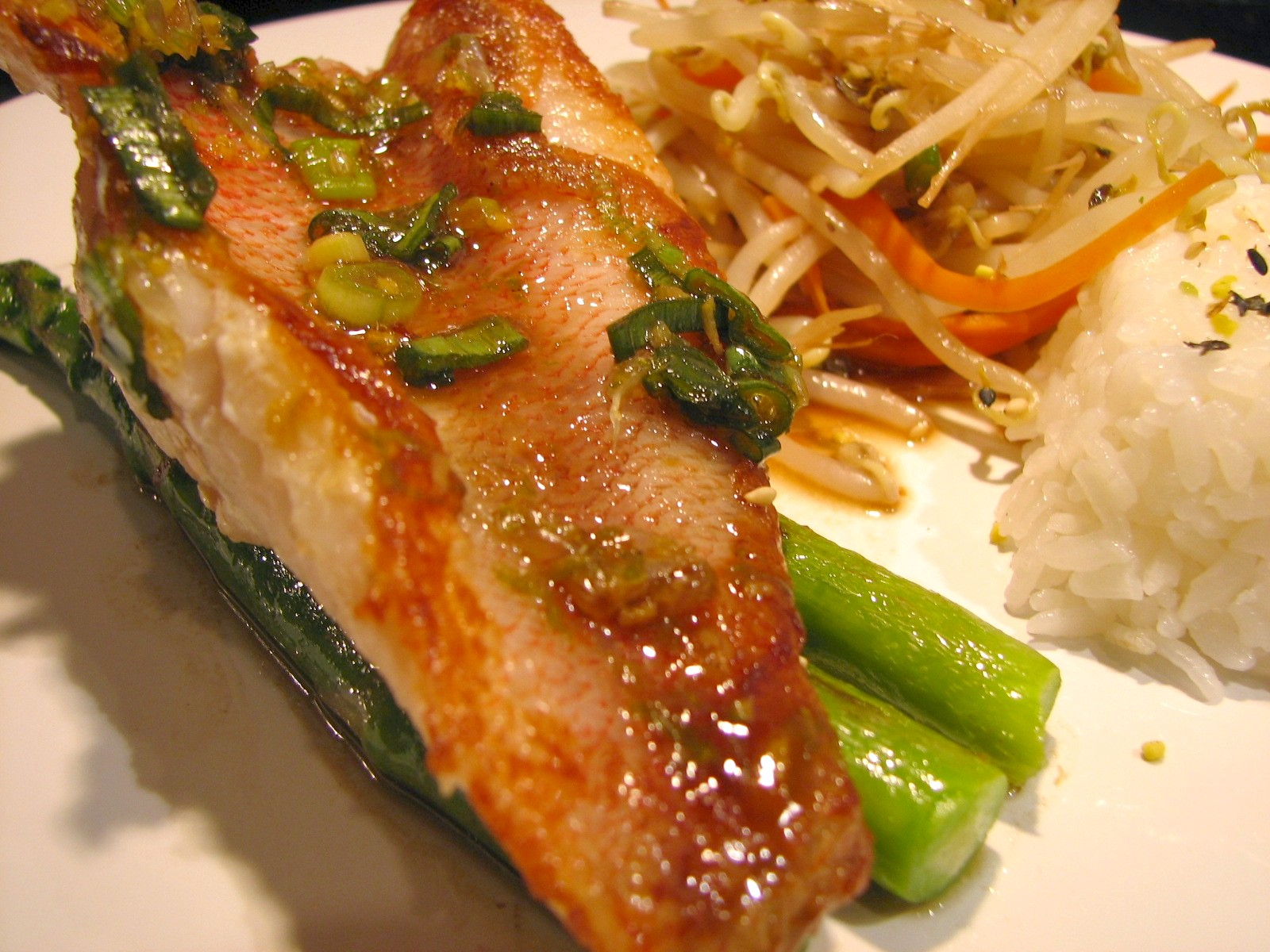
Смажене на сковороді філе окуня червоного морського[en]
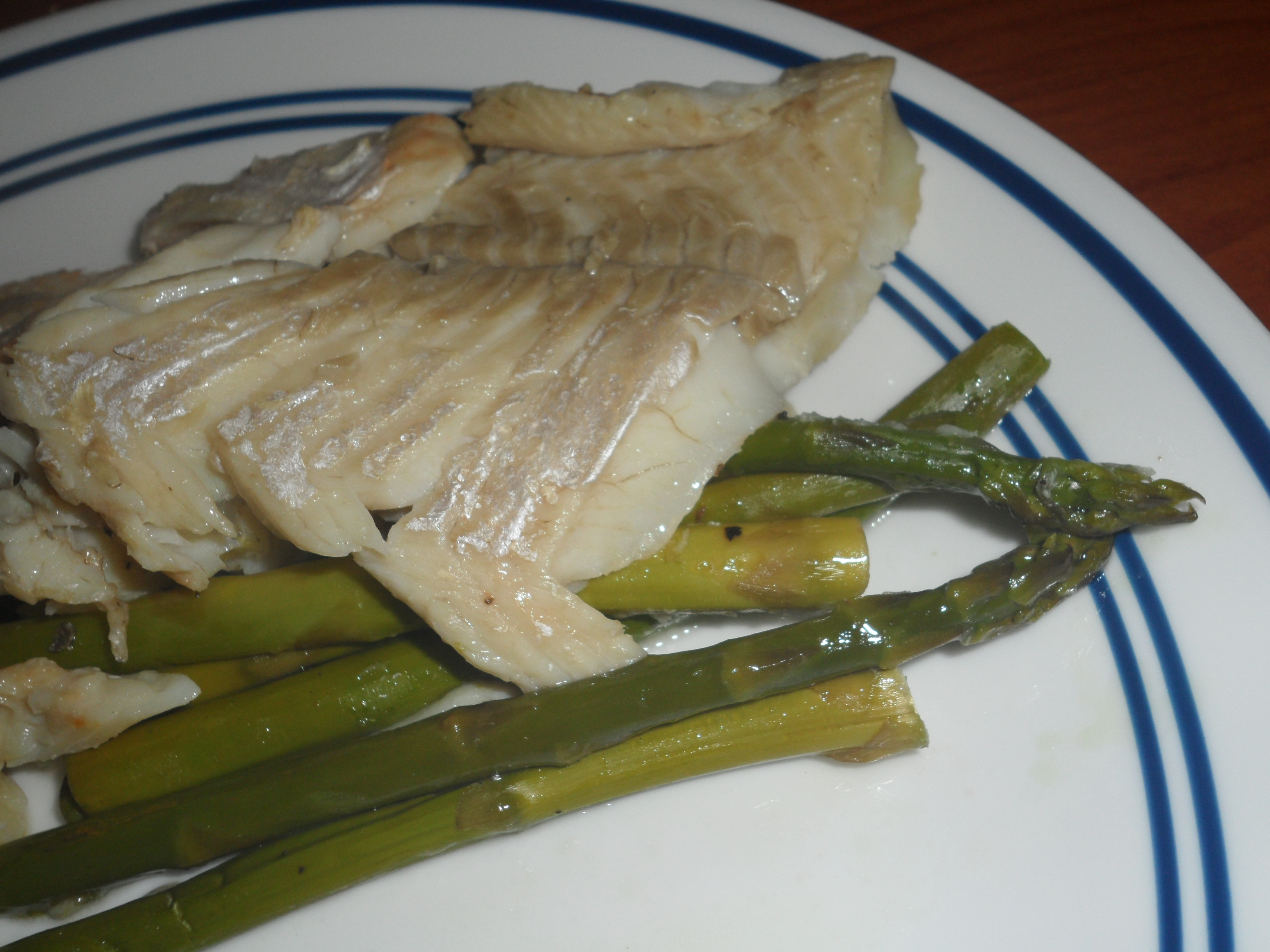
Запечене філе зі спаржею
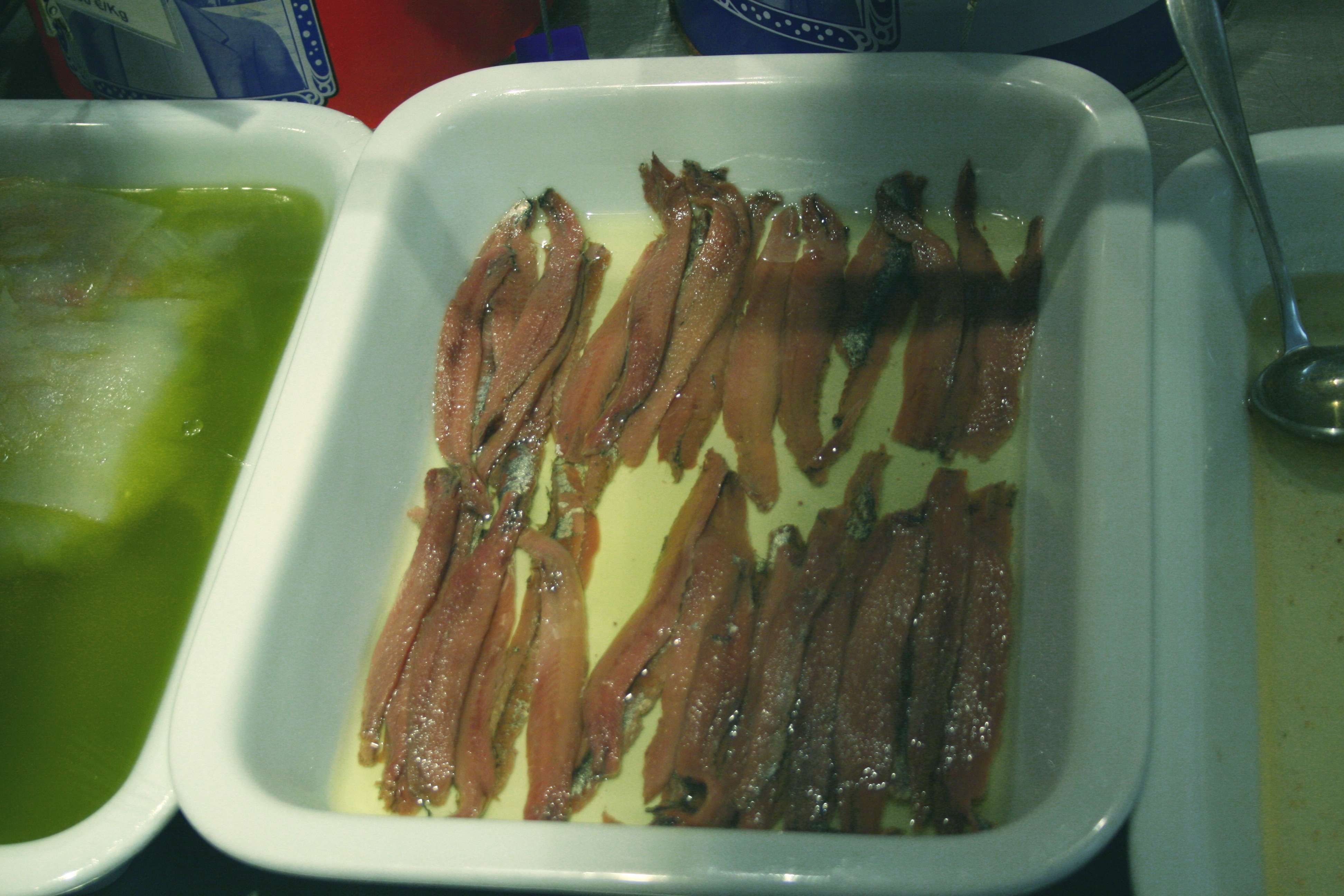
Філе анчоусів в олії
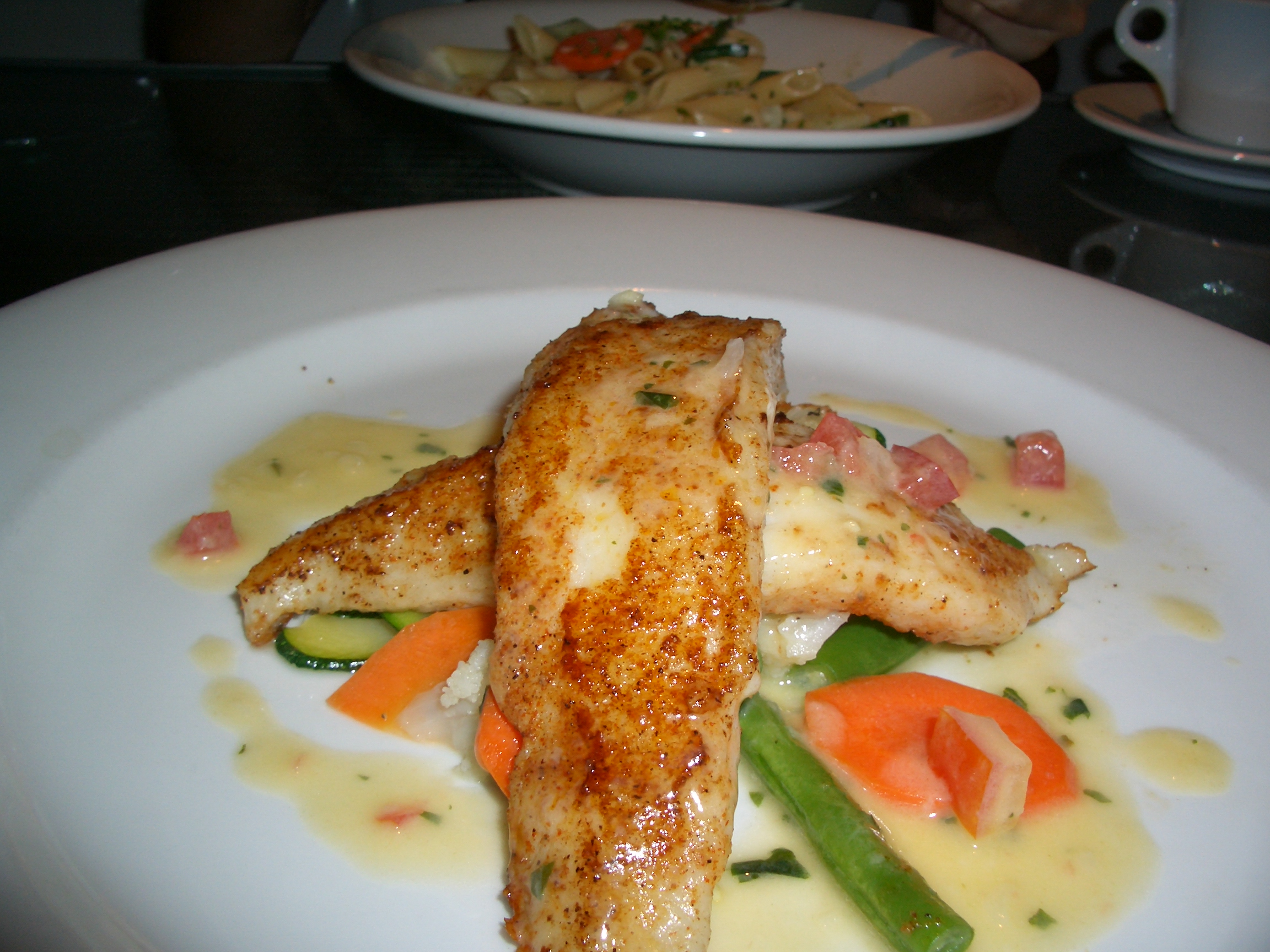
Філе зевса звичайного